# Nicole Hartmann
Nicole Hartmann ist eine ehemalige deutsche Fußballspielerin.

## Karriere
Hartmann gehörte der SSG 09 Bergisch Gladbach an, für die sie als Mittelfeldspielerin Punktspiele bestritt. Während ihrer Vereinszugehörigkeit erreichte sie mit ihrer Mannschaft zweimal das Finale um die Deutsche Meisterschaft, das sie einmal gewann, und einmal das Finale um den DFB-Pokal, das sie verlor. 
Zunächst erreichte sie das am 3. Mai 1986 im Berliner Olympiastadion angesetzte Finale um den DFB-Pokal, das vor 10.000 Zuschauern mit 0:2 gegen den TSV Siegen verloren wurde; dabei wurde sie für Petra Meyer in der 41. Minute eingewechselt. Danach verlor sie mit ihrer Mannschaft das am 28. Juni 1986 im Stadion An der Paffrather Straße in Bergisch Gladbach angesetzte Finale um die Deutsche Meisterschaft mit 0:5 gegen den FSV Frankfurt vor 2000 Zuschauern.
Doch am 8. Juli 1989 gewann sie in Montabaur bei ihrer insgesamt dritten Finalteilnahme ihren ersten Titel. Das im Mons-Tabor-Stadion vor 6000 Zuschauern ausgetragene Finale um die Deutsche Meisterschaft wurde mit 2:0 gegen den TuS Ahrbach gewonnen.

## Erfolge
- Deutscher Meister 1989, -Finalist 1986
- DFB-Pokal-Finalist 1986